# Tirika zelený
Tirika zelený (Brotogeris tirica) je druh papouška z čeledi papouškovitých, žijícího v Jižní Americe. Je jedním z osmi druhů tiriků z rodu Brotogeris.

## Výskyt

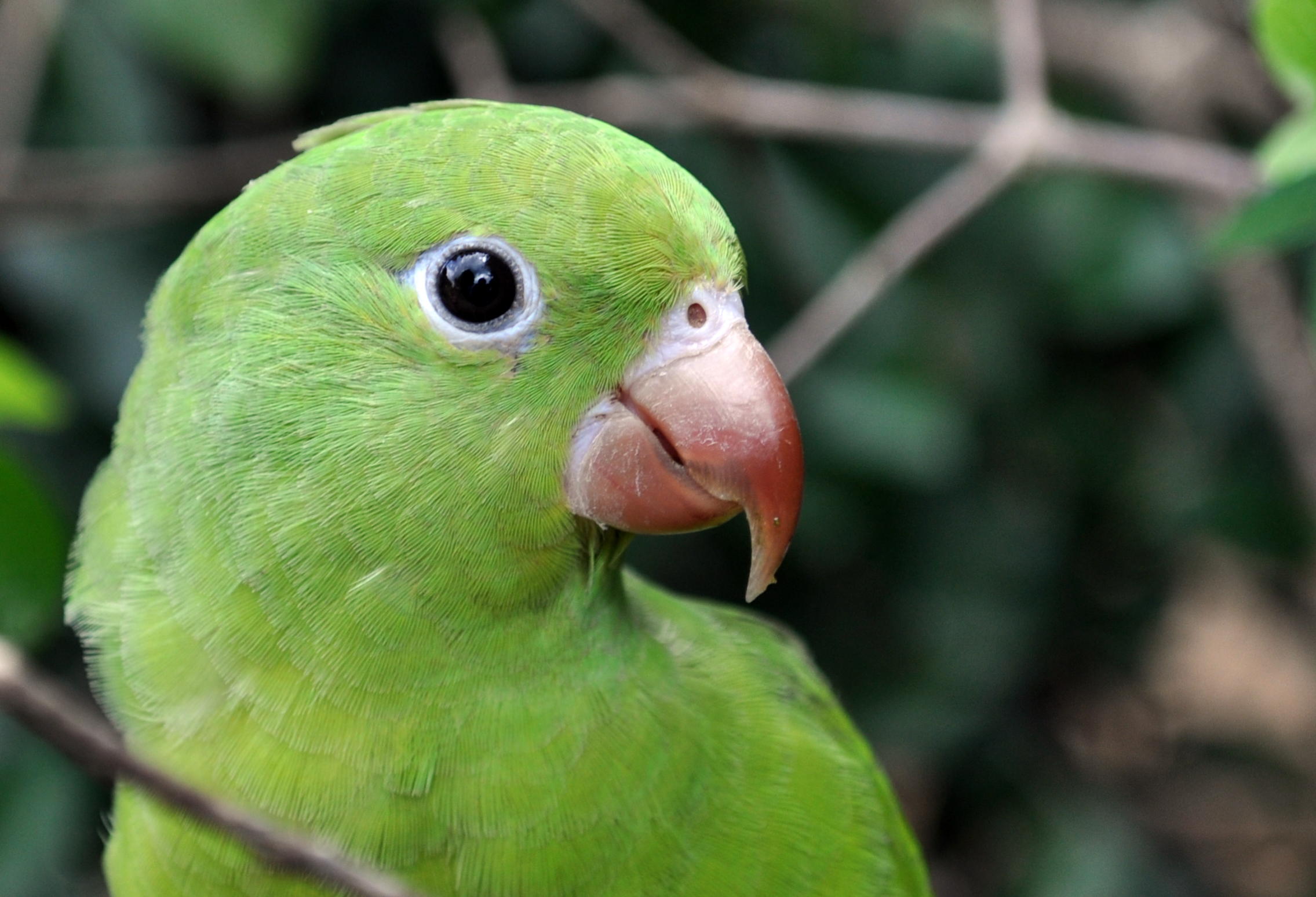
Detailní pohled na hlavu tiriky zeleného

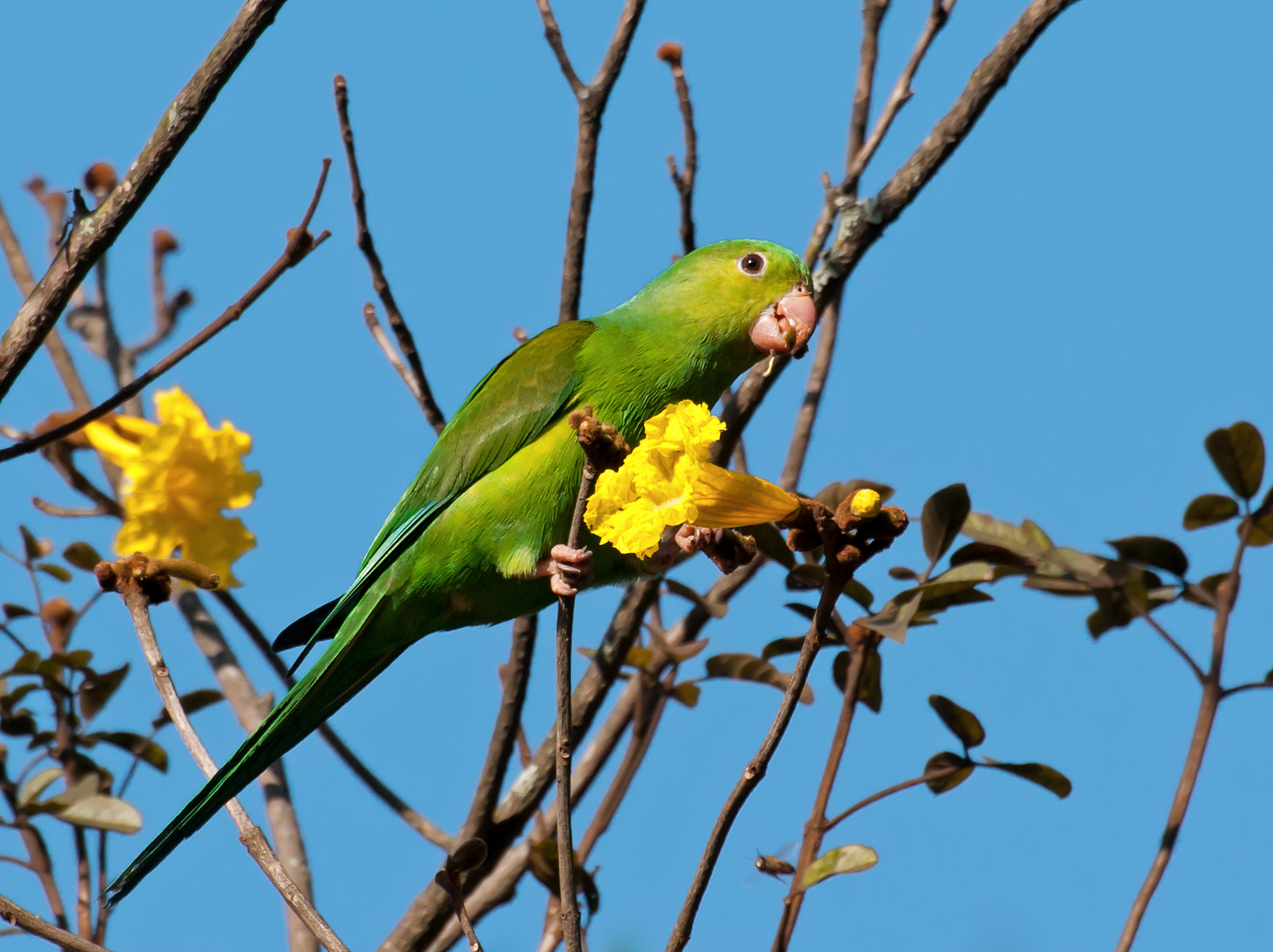
Tirika zelený

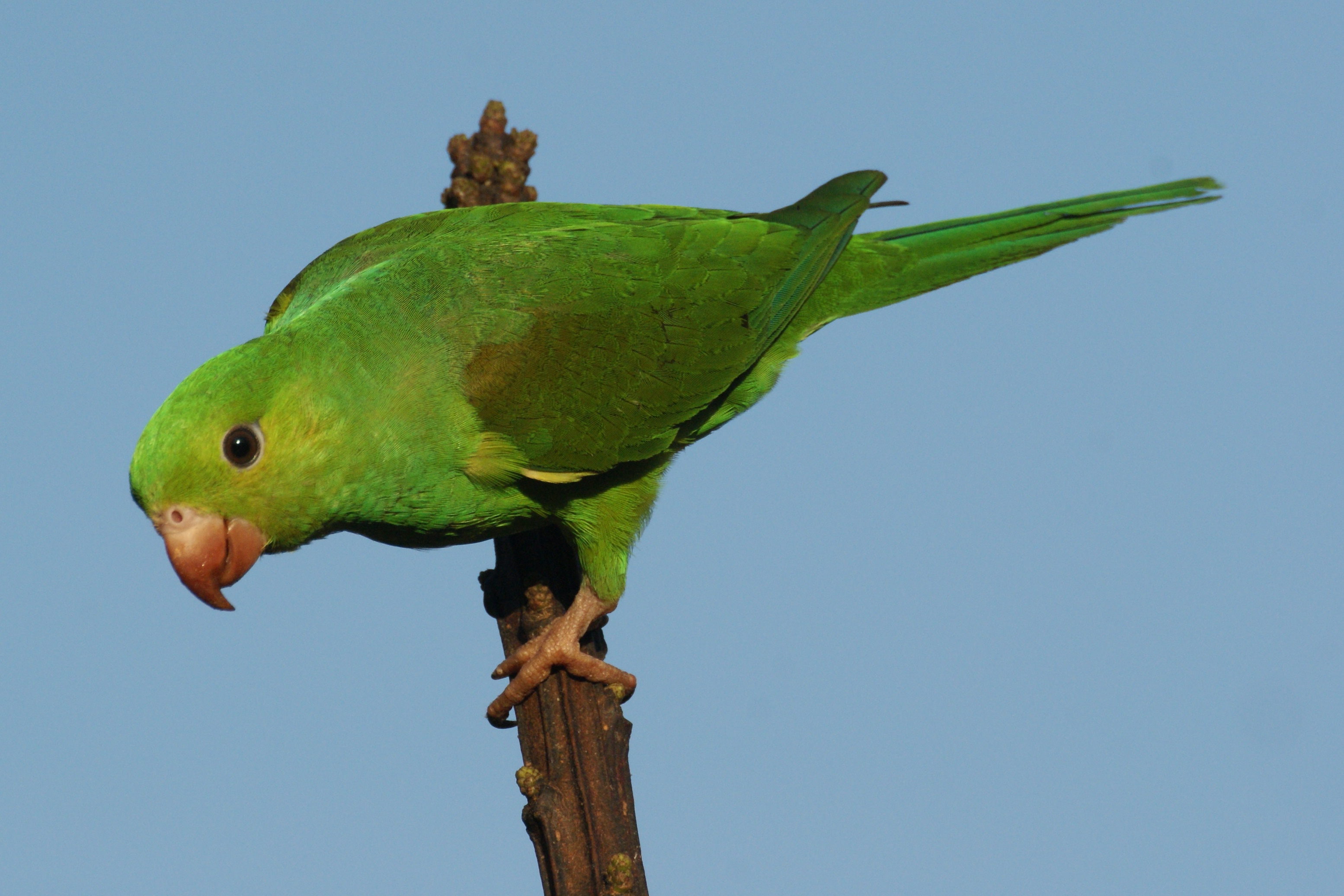
Tirika zelený na větvi

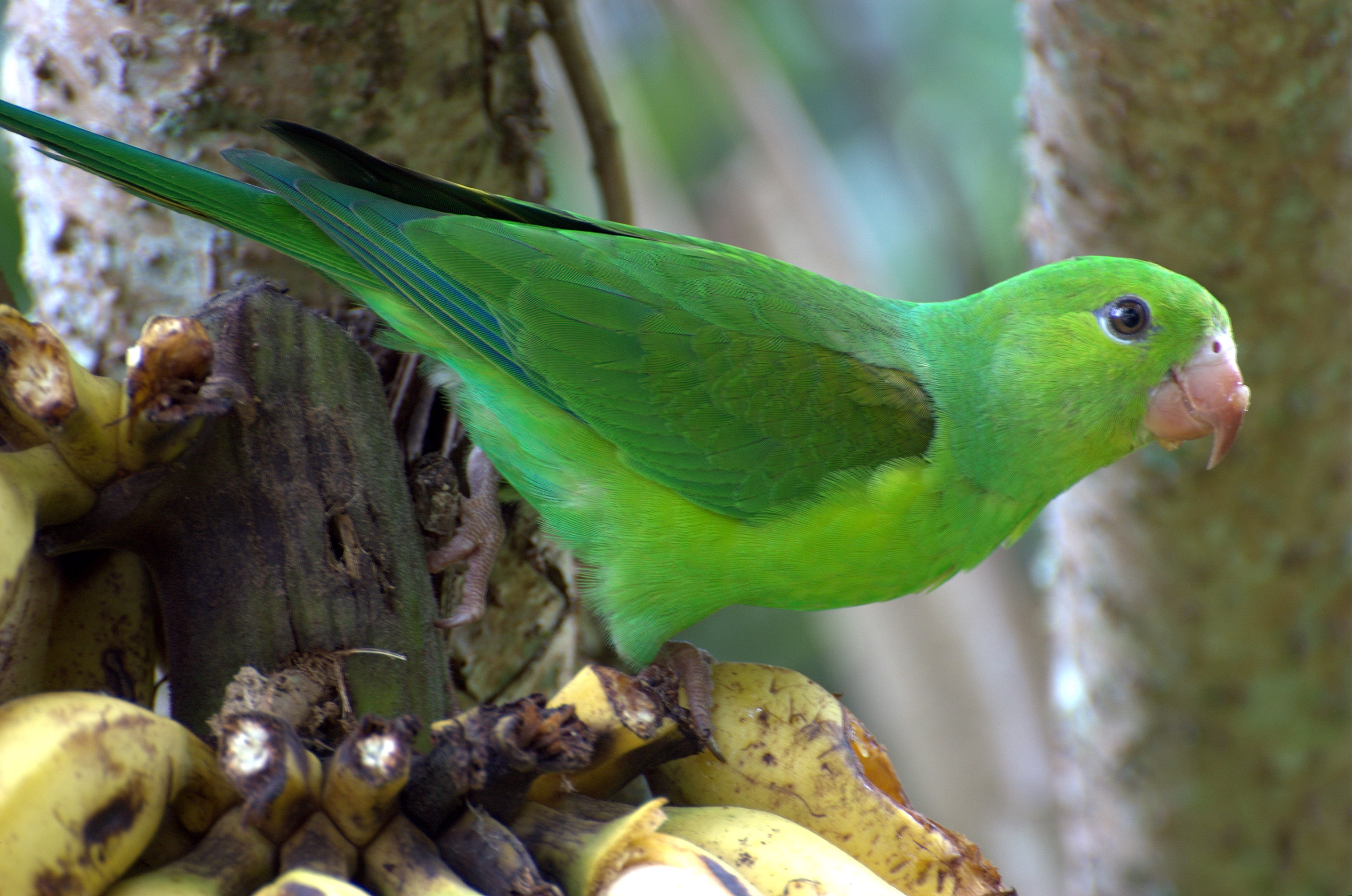
Tirika zelený stojící na banánech

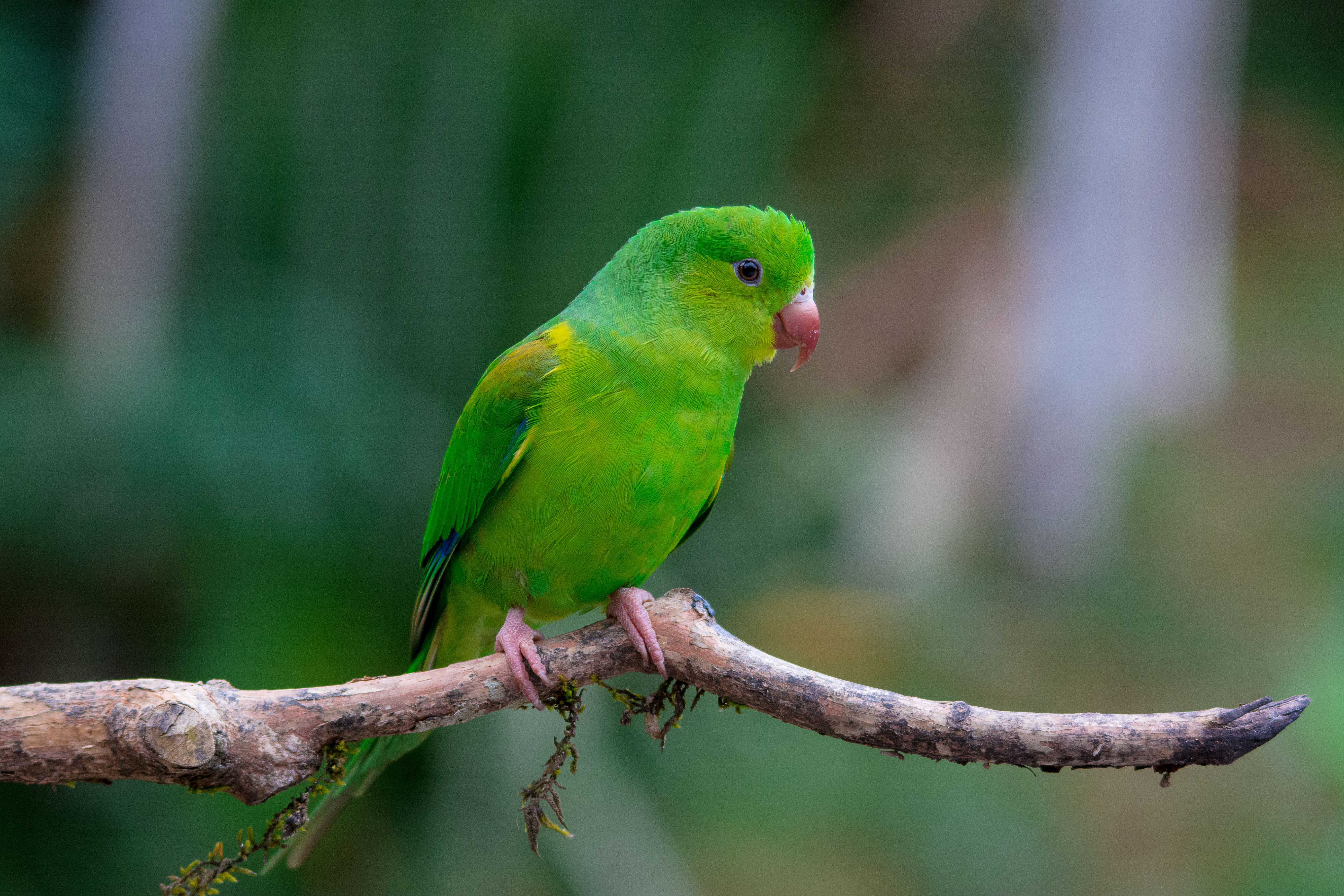
Tirika zelený

Tirika zelený se vyskytuje v tropických pralesích v Brazílii, ale rovněž i v městských parcích, zahradách a náměstích s vysokými stromy ve městech, jako jsou například São Paulo a Curitiba. 

## Popis
Tirika zelený je vysoký 23 cm a váží 65 g. Téměř celé jeho tělo je zbarveno zelenou barvou, pouze křídla a ocas jsou zakončeny modře a hruď a tváře jsou světle zelené. Běháky jsou růžové s růžovými drápy, zobák růžovohnědý. Nad zobákem je zřetelné bílé ozobí, kolem černého oka je bílý oční kroužek.

## Chování
Tirika zelený není příliš společenský papoušek, vyskytuje se většinou v párech či v malých skupinách, ve vzácných případech ale i ve větších skupinách až do sta jedinců.

## Rozmnožování
Tirikové se páří v hnízdním období mezi zářím a lednem. Samice obvykle snese 4 až 6 vajec, na nichž sedí 24 dní, než se z nich vylíhnou mláďata. Hnízdo mláďata opouštějí po třiceti osmi dnech.

## Potrava
Ve volné přírodě se tirikové živí nektarem, ovocem, ale i hmyzem a larvami. V zajetí potravu rovněž tvoří ovoce, zelenina a různá semena.

## Chov
Ačkoliv tirika zelený není ohroženým druhem a je klasifikován jako málo dotčený taxon, není v zajetí příliš běžný vzhledem k jeho plachosti a hlučnosti.